# Silvesterpatent
Mit dem später so genannten Silvesterpatent, der offizielle Titel lautete Kaiserliches Patent vom 31. Dezember 1851, hob Kaiser Franz Joseph am 31. Dezember 1851 die von ihm oktroyierte Märzverfassung 1849 auf.

## Geschichte
Die 1849 ohne Mitwirkung eines Parlaments vom noch nicht 19-jährigen Kaiser erlassene Verfassung wurde in der Folge nicht verwirklicht. Nach dem im Sommer 1849 mit russischer Hilfe errungenen Sieg über die ungarischen Revolutionäre, die das Haus Habsburg-Lothringen in Ungarn für entthront erklärt hatten, glaubten der Kaiser und seine Ratgeber im Sinne des Neoabsolutismus, den Staat ohne Verfassung und ohne gewählte Volksvertretung regieren zu können.
Das kaiserliche Schreiben vom 31. Dezember 1851 hob daher die am 4. März 1849 oktroyierte Verfassung wieder auf. Damit setzte sich im Kaisertum Österreich der Prozess einer neoabsolutistischen Reorganisation des Staates endgültig durch, der sich seit der Niederschlagung des Wiener Oktoberaufstands 1848 angekündigt hatte.
Das Silvesterpatent schaffte die Pressefreiheit ebenso ab wie die Öffentlichkeit von Gerichtsverfahren und die geltenden Gemeindeverfassungen. Zur neuen Struktur des österreichischen Kaiserstaates wurde das so genannte Bachsche System, bei dem es sich um 36 von Innenminister Alexander Freiherr von Bach verfasste und vom Kaiser an Ministerpräsident Fürst Felix zu Schwarzenberg adressierte Artikel handelte. Nach dem überraschenden Tod Schwarzenbergs am 5. April 1852 wurde Bach nicht, wie erwartet, zum neuen Ministerpräsidenten ernannt; vielmehr beseitigte Franz Joseph den Ministerrat als Kollegialorgan und berief die Minister nur mehr zu Conferenzen ein, denen entweder er selbst oder Außenminister Karl Ferdinand von Buol-Schauenstein als leitender Minister präsidierte.
Damit begann in Österreich die Ära des Neoabsolutismus, die erst im Gefolge der Schlacht von Solferino 1859 mit dem Oktoberdiplom vom 20. Oktober 1860 beendet wurde.